# Charly Moussono
Charly Moussono (Libreville, 15 novembre 1984) è un calciatore gabonese, difensore del Missile.

## Carriera

### Club
Ha trascorso la carriera tra Gabon e Sudafrica.

### Nazionale
Con la nazionale gabonese ha preso parte alla Coppa d'Africa 2012.